# Фермерски туризъм
Фермерският туризъм е термина с най-тясното съдържание, обхващащо форма на селския туризъм, пряко свързана с една ферма, независимо дали това се отнася само до престоя на туриста, неговото участие в различна селскостопанска работа, в празненства, развлечения или храненето в нея. Същинските дейности са извършват в по-широк селски район (разходки, плаване с лодки и т.н.). Туристите са настанени във ферми, които могат да са работещи или да са превърнати в средства за подслоняване. Терминът фермерски туризъм подчертава, от една страна, че фермерски къщи се използват като средство за подслон на туристите, а от друга, се губи директната връзка на предлагащите продукта със селскостопанската дейност. Туризмът се превръща за тях в основен източник на доходи. Те се специализират в предоставяне на подслон и храна на туристи. Популярността на тази форма селски туризъм в много европейски страни е довела до възникване на голяма мрежа от специализирана туристическа материално-техническа база, включваща типични селски къщи. Независимо от загубената директна връзка със селското стопанство, тя играе важна роля в икономиката на локално равнище и се приема за една от най-важните му форми. Типичен пример са френските „fermes auberges". В Австрия, Франция, Германия и Англия са създадени ваканционни ферми. Всяка от тези страни предлага между 20 и 30 хиляди ваканционни ферми. Ваканционните ферми представляват комбинация между селско стопанство и туризъм, които достигат своята върхова натовареност по едно и също време в годината (за ваканционните ферми сезонът е до юли или август). По-голямата част от посещенията се извършват през летните месеци, по-малко през есента, следвана от пролетта и най-малко през зимните месеци. Изискванията за максимален брой стаи за настаняване в една ваканционна ферма са различни в различните страни – например за Франция са посочени максимум 5 стаи, а за Австрия – 10.